# Uterga
Uterga – gmina w Hiszpanii, w Nawarze, o powierzchni 8,63 km². W 2022 roku gmina liczyła 165 mieszkańców.
Gmina jest jednym z punktów dla pielgrzymów na Drodze św. Jakuba, udających się do Santiago de Compostela.